# Roy Foster
Roy Allen Foster (Los Angeles, 24 maggio 1960) è un ex giocatore di football americano statunitense che ha militato nel ruolo di guardia nella National Football League (NFL).

## Carriera
Al college Foster giocò a football a USC, vincendo il campionato NCAA nel 1978. Fu scelto nel corso del primo giro (20º assoluto) del Draft NFL 1982 dai Miami Dolphins. Con essi disputò due Super Bowl, nel 1982 e nel 1984, perdendoli entrambi. Nel 1991 passò ai San Francisco 49ers, con cui passò le ultime tre stagioni in carriera. È l'unico offensive lineman della storia ad avere bloccato per Joe Montana, Steve Young e Dan Marino. Da quest'ultimo ricevette anche un passaggio da touchdown.

## Palmarès

### Franchigia
- American Football Conference Championship: 2

Miami Dolphins: 1982, 1984

### Individuale
- Convocazioni al Pro Bowl: 2

1985, 1986